# Publio Cornelio Arvina
Publio Cornelio Arvina (en latín, Publius Cornelius Arvina) fue un político romano, hijo aparentemente del consular Aulo Cornelio Coso y cónsul en el año 306 a. C. al mando en el Samnio. 
Fue censor en 294 a. C. y cónsul por segunda vez en 288 a. C..